# Sinéad Lohan
Sinéad Brid Lohan (* 10. Februar 1995 in Waterford) ist eine irische Tennisspielerin.

## Karriere
Lohan spielte hauptsächlich Turniere der ITF Women’s World Tennis Tour, wo sie zwei Einzeltitel gewann.
Sie erreichte Platz 184 der ITF-Juniorenrangliste, wurde mit 18 Jahren in die WTA-Rangliste aufgenommen, obwohl sie nur an vier 10.000-Dollar-Turnieren teilgenommen hatte. Sie war von U10 bis U18 die Nummer 1 ihrer Altersgruppe in Irland und seit ihrem 16. Lebensjahr die Nummer 2 in Irland. Im Januar 2013 besiegte sie eine Gegnerin, die von der WTA unter den Top 250 geführt wurde, gewann das Doppelturnier Irish Open der U12 bis U18, spielte bei den U-14-Europameisterschaften 2008 und 2009, den U-16-Europameisterschaften 2011 und den U-18-Europameisterschaften 2012, gewann 2011 zwei Turniere der Stufe 5 in Irland sowie im selben Jahr ein Turnier der Stufe 4 in Lettland, gefolgt vom Gewinn eines Grade 4 in den Niederlanden im Jahr 2012. Sie gewann die National Senior Indoors im Jahr 2011, die National Indoors U18 im Jahr 2010 und die U14 British Open im Jahr 2009. Sie gewann den U14-Europameistertitel im Doppel 2008 in Dänemark.
Seit 2011 spielte sie in 25 Begegnungen für die irische Fed-Cup-Mannschaft; sie gewann 13 ihrer 21 Einzel- und zwei ihrer vier Doppelpartien.
In der Saison 2018 und 2019 spielte sie in der 2. Bundesliga für den TC Blau-Weiss Berlin.

### College Tennis
Lohan spielte von 2014 bis 2018 für das Damentennisteam der Hurricanes der University of Miami. Die Saison 2016 beendete sie als 8. beste College-Spielerin der USA. 2017 wurde sie ACC Player of the wekk.

## Turniersiege

### Einzel
| Nr. | Datum         | Turnier    | Kategorie   | Belag   | Finalgegnerin  | Ergebnis      |
| --- | ------------- | ---------- | ----------- | ------- | -------------- | ------------- |
| 1.  | 26. Juni 2016 | Cantanhede | ITF $10.000 | Teppich | Victoria Bosio | 6:3, 7:5      |
| 2.  | 16. Juli 2017 | Cantanhede | ITF $15.000 | Tepich  | Alicia Barnett | 6:2, 4:6, 6:1 |

## Persönliches
Sinéad ist die Tochter von Ger Lohan und Cáit Ní Shé und sie hat einen älteren Bruder Fergus und einen jüngeren Bruder Morgan.